# Nicole de Moor
Nicole de Moor (nació en Sint-Niklaas el 18 de enero de 1984) es una política belga del CD&V, un partido demócrata cristiano en Flandes. Fue Ministra de Asilo y Migración  del 28 de junio de 2022 al 3 de febrero de 2025. En este cargo, desempeñó un papel destacado durante la presidencia belga del Consejo de la Unión Europea en 2024, con el Pacto Europeo sobre Migración y Asilo como eje central.  

## Curso de vida

### General
Nicole de Moor obtuvo en 2007 una maestría en Derecho por la Universidad de Gante y en 2008 una maestría complementaria en Derecho Europeo e Internacional en la Universidad de Ámsterdam. Se especializó en Derecho Internacional de los Refugiados. Comenzó su carrera como asesora jurídica en el Centro Flamenco para las Minorías.
De 2009 a 2013 estuvo vinculada a la Universidad de Gante como investigadora doctoral en derecho de asilo y migración a nivel internacional, europeo y nacional. En 2014 se doctoró en Derecho con una tesis sobre la migración internacional como consecuencia de la degradación ambiental. Posteriormente, trabajó hasta finales de 2014 como oficial de protección en el Comisionado General para los Refugiados y los Apátridas.
Fue miembro del Consejo de Administración de Enabel, la agencia belga de desarrollo. En 2021 fue nombrada miembro del consejo de administración del Teatro Real Flamenco, cargo que abandonó al asumir su puesto como ministra. También es miembro de la Asociación para las Naciones Unidas (VVN).

### Carrera política
De Moor comenzó su carrera política como asesora en temas migratorios en los gabinetes de varios ministros del CD&V, entre ellos Kris Peeters, Nathalie Muylle y Koen Geens. En 2020 fue nombrada jefa de gabinete del ministro de Asilo y Migración, Sammy Mahdi. En junio de 2022, fue propuesta por el CD&V como sucesora de Sammy Mahdi como ministra de Asilo y Migración, dentro del gobierno federal belga. Prestó juramento ante el rey Felipe el 28 de junio de 2022.

### Ministra de Asilo y Migración
Durante su mandato, de Moor impulsó la reforma de la política migratoria belga, con una propuesta para un nuevo código migratorio completo y medidas para un seguimiento más riguroso de las personas que deben regresar a su país de origen. Además, se mostró partidaria de una cooperación europea más estrecha en materia de migración y colaboró en un acuerdo sobre un Pacto Europeo de Migración, que fue aprobado durante la presidencia belga de la UE en 2024.

### Candidato al Alto Comisionado de las Naciones Unidas para los Refugiados (ACNUR)
En 2025 se confirmó oficialmente que Nicole de Moor se postula como candidata para el cargo de Alta Comisionada de las Naciones Unidas para los Refugiados (ACNUR). Cuenta con el apoyo de su partido y del Partido Popular Europeo (PPE), así como del gobierno federal belga encabezado por el primer ministro Bart De Wever. En caso de ser elegida, sucedería al actual Alto Comisionado, Filippo Grandi, cuyo mandato finaliza a finales de 2025.
1. ↑  «Nicole de Moor | Vlaams Parlement». www.vlaamsparlement.be (en neerlandés). 18 de enero de 1984. Consultado el 1 de julio de 2025.
2. ↑  «Europees Parlement keurt nieuw migratiepact goed in tumultueuze stemming». VRT NWS (en neerlandés). 10 de abril de 2024. Consultado el 1 de julio de 2025.
3. ↑  «Wat staat er in het Europese migratiepact? En gaan die maatregelen ook effect hebben voor ons?». VRT NWS (en neerlandés). 20 de diciembre de 2023. Consultado el 1 de julio de 2025.